# Reducción cuantitativa del carbono
La reducción cuantitativa del carbono (RCC) es una política monetaria no convencional que se presenta en una propuesta política internacional en cambio climático llamada Recompensa Global del Carbono. El objetivo principal del RCC es financiar la propuesta RGC gestionando el tipo de cambio de la moneda representada propuesta por RGC. La moneda representativa será una unidad internacional de cuenta y depósito de valor, ya que representará la masa de carbono que se mitiga y a su vez recompensará sobre la nueva política.
RCC está diseñado para administrar el tipo de cambio de la moneda representativa mediante el decreto de un precio base acordado internacionalmente para dicha moneda, y su precio base deberá aumentar de forma previsible durante muchas décadas para cumplir los principales objetivos del Acuerdo de París de 2015.
RCC es el nombre que se da a las operaciones de compraventa de divisas de los bancos centrales que acordaron a cooperar y coordinar sus esfuerzos para gestionar el tipo de cambio de la moneda representativa. Además del intercambio de divisas, los bancos centrales deben comunicar sus intenciones anunciando el tipo de cambio futuro de la moneda representativa a los participantes del mercado, aumentando así la demanda privada de la moneda representativa en el mercado de divisas.
Con el RCC, se propone que los participantes del mercado acepten la nueva moneda representativa como un activo de inversión dado que tendrá un riesgo financiero relativamente bajo, una apreciación relativamente alta y una liquidez relativamente alta.

## Historia
El RCC fue propuesto por primera vez en 2017 por Delton Chen, Joël van der Beek y Jonathan Cloud, con el fin de crear una nueva ruta socioeconómica para lograr los principales objetivos del Acuerdo de París de 2015. EL RCC fue revisado en 2018 por Guglielmo Zappalá como parte de una tesis de economía, y fue mencionado por primera vez en los medios de comunicación en el año 2020 con dos artículos aparecidos en las plataformas empresariales de Bloomberg.
A pesar de que el RCC aún no se ha incluido en las narrativas principales sobre la economía del cambio climático. El RCC tiene el alcance necesario para abordar un amplio espectro de riesgos sistémicos climatológicos de importancia crítica, tales como la debilidad del precio del carbono, la falta de financiación climática y la falta de cooperación social.

## La política monetaria
La implementación ideal del RCC involucrará a todos los bancos centrales del mundo, sin embargo, el RCC puede ser implementado con tan sólo los 20 o 40 bancos centrales de las economías más grandes del mundo. Esto, sujeto a que aproximadamente este grupo de bancos centrales representa alrededor del 80-90 % de la economía del mundo por PIB nominal. 
Antes de implementar el RCC, los bancos centrales participantes deben recibir un mandato que les permita administrar el tipo de cambio de una nueva moneda representativa; instrumento económico de la política pública “Recompensa Global del Carbono”. La moneda establecerá una señal de precio positiva que ayudará a complementar los impuestos al carbono, el comercio de desechos de emissiones y políticas públicas no comerciales que ya se encuentren implementadas.

### Moneda de carbono
La moneda representativa deberá estar denominada en servicios de mitigación de carbono, en el cual, para cada unidad de cuenta 1000 kg de CO2e serán mitigados durante 100 años. Esta moneda puede denominarse como moneda respaldada por carbono o simplemente denominarse como moneda de carbono, la cual, no tendrá sustento legal en ningún país y sólo se comercializará como activo financiero.
La moneda de carbono desempeñará tres funciones clave: incentivo financiero, como reserva de valor y como instrumento contable para registrar el inventario de carbono basado en la política RGC. El suministro total de la moneda de carbono será proporcional a la masa total de carbono que se mitiga y es recompensado. Todo el suministro de carbono se retirará de los mercados de carbono, por lo que la moneda del carbono no actuará como una compensación por carbono ya que no habrá compensación por carbono bajo la política.
Los bancos centrales que participan en RCC recibirán instrucciones de crear reservas fraccionarias adicionales para comprar la moneda de carbono en mercados abiertos. La expansión de las reservas fraccionarias y el comercio de divisas correspondiente deberán coordinarse para darle a la moneda de carbono un base de tipo de cambio que esté calibrado para cumplir con los objetivos del Acuerdo de París. El propósito del RCC es suscribir el precio mínimo a largo plazo de la moneda del carbono mientras que la oferta de la moneda del carbono aumenta con el tiempo. Dicha moneda aumentará cuando se emita a las empresas como recompensa financiera por sus servicios de mitigación del clima.

### Autoridad de Intercambio de Carbono
La RCC y la moneda del carbono serán administradas por una autoridad supranacional, llamada autoridad de intercambio de carbono. La autoridad de intercambio de carbono se asegurará de que la devaluación de las monedas nacionales a través de RCC sea lo más uniforme posible entre las naciones, con el propósito de garantizar que la inflación monetaria resultante sea políticamente aceptable y económicamente benigna. El proceso de devaluación de la moneda no se aplicará a las monedas fiduciarias que no formen parte del programa RCC.
La autoridad de intercambio del carbono será responsable de las evaluaciones de mitigación y también de la responsabilidad, fungibilidad y transparencia de la moneda del carbono. Por esta razón, los bancos centrales que participen en el RCC no están obligados a realizar evaluaciones técnicas sobre los servicios de mitigación del clima, lo que les permite concentrarse otras responsabilidades.

## Política de mercado
RCC es una parte esencial de la política global de recompensa de carbono. Esta política también incluye una nueva política de mercado sofisticada para administrar la oferta sobre la moneda de carbono. Una política de mercado es necesaria para permitir una emisión ordenada de la moneda de carbono y la provisión y ejecución de acuerdos de nivel de servicio el cual se lleve caso a caso. Los acuerdos de nivel de servicio son necesarios para definir las reglas para estimar la masa de emisiones de carbono que se evitan y la masa de carbono que se elimina de la atmósfera ambiental. Los acuerdos de nivel de servicio también son necesarios para definir las normas de seguimiento, notificación, verificación y vigilancia, y para abordar cualquier incumplimiento por parte de las empresas participantes.

## Ventajas potenciales
El fracaso histórico de la comunidad mundial a la hora de compartir los costos de la mitigación del clima puede describirse como el dilema del prisionero. Una ventaja potencial del RCC es que podría usarse para superar el dilema del prisionero financiando una recompensa global de carbono sin crear nuevas deudas para gobiernos, empresas o ciudadanos. Esta capacidad para financiar la mitigación del clima a escala global, y sin imponer ningún costo directo a las partes interesadas, podría ser fundamental para evitar disputas políticas y maximizar la cooperación en todos los niveles de la sociedad. El RCC ofrece un canal completamente nuevo para financiamiento climático escalable que podría usarse para proteger los patrimonios de la humanidad.

## Tecnologías relacionadas
El RCC y la moneda del carbono podrían implementarse utilizando una serie de tecnologías digitales y sistemas de liquidación diferentes. Una opción es solicitar a los bancos centrales que compren la moneda de carbono con reservas bancarias convencionales. En esta opción, los bancos comerciales, los bancos públicos y los comerciantes de divisas podrían actuar como intermediarios entre los mercados mayorista y minorista de la moneda de carbono propuesta. Alternativamente, los bancos centrales participantes podrían desarrollar sus propias monedas digitales del banco central (CBDC) que actúan como efectivo digital. Con la segunda opción, la moneda de carbono podría desarrollarse y comercializarse como un nuevo tipo de CBDC en una plataforma común para el comercio interbancario de CBDC.

## Comparación con otras políticas

### Expansión cuantitativa
La expansión cuantitativa (RC) de los bancos centrales, generalmente implica la compra de bonos del gobierno, bonos corporativos y otros activos financieros para aumentar la oferta monetaria general, ya sea directa o indirectamente. El RCC, por otro lado, resultará en un aumento directo en M1 con la moneda adicional inyectada en la economía como financiamiento libre de deuda para los servicios de mitigación del clima; por lo que el RCC es una forma específica del EC. La RCC también está fuertemente sesgada hacia la descarbonización de la economía, mientras que se ha encontrado que los patrones convencionales del RCapoyan a las industrias intensivas en carbono.

### Expansión cuantitativa verde
La expansión cuantitativa verde (EC verde) implica la negociación de bonos verdes o bonos climáticos por parte de bancos centrales individuales. Según un estudio de la fundación “Fundacón for European Progressive Studies”, la aplicación de ECverde podría ayudar a mitigar el cambio climático, pero por sí sola no podría influir sustancialmente en la temperatura atmosférica global o prevenir un cambio climático severo. RCC es significativamente diferente a ECverde ya que el RCC tiene como objetivo coordinar y agregar los esfuerzos de los principales bancos centrales, generando así un resultado que está más fuertemente correlacionado con las reducciones globales en las emisiones de gases de efecto invernadero. A diferencia de la ECverde, la RCC no requerirá que los bancos centrales realicen evaluaciones técnicas de mitigación climática, y esto se debe a que la autoridad de intercambio de carbono asumirá la responsabilidad de la rendición de cuentas, la fungibilidad y la transparencia de la moneda del carbono.

### Teoría monetaria moderna
La Teoría Monetaria Moderna (TMM) es una teoría macroeconómica heterodoxa que se preocupa por aumentar la oferta de monedas nacionales para financiar bienes públicos y fomentar el pleno empleo. La RCC es significativamente diferente a las políticas monetarias que se proponen en el TMM, ya que esto se debe a que la RCC está diseñada para ampliar la oferta monetaria de la economía mundial mediante la coordinación de las operaciones monetarias del banco central para lograr una meta internacional. TMM, por otro lado, tiene como objetivo expandir la oferta monetaria de una nación individual por razones internas. Además, la RCC y la moneda del carbono no dependen del endeudamiento, la creación de deuda o los cargos por intereses. Esto se debe a que el valor temporal de la moneda de carbono, está incorporado en acuerdos de nivel de servicio que requieren la mitigación física de las emisiones de gases de efecto invernadero a largo plazo posiblemente durante 100 años. Estos acuerdos de nivel de servicio definen los estándares para monitorear, informar, verificar y vigilar el inventario de carbono. Es poco probable que RCC represente un riesgo inflacionario directo para cualquier país debido a que el RCC intenta distribuir la inflación monetaria resultante en todo el mundo.

### Patrón de oro
La RCC y el estándar de carbono asociado son análogos al patrón de oro del sistema de Bretton Woods. Esto se debe a que ambos estándares están diseñados para vincular el valor de las monedas fiduciarias nacionales con la gestión de elementos químicos específicos como recursos naturales.

## Ligas Externas
https://globalcarbonreward.org
- Datos: Q108325830